# Dietmaro I di Corvey
Dietmaro I, anche Ditmar, Thiatmarus, Thetmarus, Tedmarus, (... – 1001) fu abate di Corvey dal 983 alla morte.

## Biografia
Proveniva da una nobile famiglia sassone, forse appartenuta alla stirpe dei conti di Walbeck, forse figlio di Lotario II di Walbeck. Ottone III venne a Corvey nel 987 e confermò i vecchi diritti.
Mentre era abate, Corvey ricevette una bolla da papa Giovanni XV, in cui l'indipendenza di Corvey fu riconosciuta. L'abate prese parte all'inaugurazione della cattedrale di Halberstadt nel 992. Fu anche presente al sinodo di Gandersheim nel 995. Nella chiesa del monastero di Corvey fece erigere sei colonne di ferro e fece anche fondere la campana di Cantabona. Fece anche fare un lampadario grande come una ruota di carrozza in rame dorato per la chiesa.
Talvolta fu venerato come santo dai monaci. L'abate Markward di Corvey fece seppellire le ossa di Dietmaro accanto a quelle del suo predecessore Liudolfo davanti all'altare della Santa Croce in una tomba decorata. Quando la chiesa fu ricostruita nel XVII secolo, furono trovate le loro bare dorate e decorate.